# Марциновічкі
Марциновічкі (пол. Marcinowiczki) — село в Польщі, у гміні Жарув Свідницького повіту Нижньосілезького воєводства.
Населення — 38 осіб (2011).
У 1975-1998 роках село належало до Валбжиського воєводства.

## Демографія
Демографічна структура станом на 31 березня 2011 року:
|          | Загалом | Допрацездатний вік | Працездатний вік | Постпрацездатний вік |
| -------- | ------- | ------------------ | ---------------- | -------------------- |
| Чоловіки | 21      | 5                  | 14               | 2                    |
| Жінки    | 17      | 4                  | 9                | 4                    |
| Разом    | 38      | 9                  | 23               | 6                    |